# 西藏攝影史
西藏攝影史從19世紀開始。西藏攝影史指以学界定义的「西藏」地區為主題或是藏人的攝影作品。
1863年8月19日英國軍人菲利普·亨利·艾格頓在西藏阿里地區拍攝了西藏的第一张照片，但在1903年木龍年戰爭爆发前仅有很少量照片拍摄于西藏。当地藏人從19世紀開始接觸攝影，到了1910年代攝影已經融入藏人生活，第九世班禪喇嘛與第十三世達賴喇嘛都會攝影，第十世德木活佛德木·丹增嘉措是最早廣為人知的藏族攝影家。1920年代拉薩開始有專業攝影師，之後有攝影工作室從事人像攝影。
在1950年前，一些歐美探險家與英國官員在西藏拍攝了許多照片，漢族攝影家則以1930-1940年代的莊學本較為著名。藍志貴是1950年代至1970年代西藏官方攝影的代表人物，澤仁多吉則用相機紀錄了文革時的西藏。
随着摄影技术的普及，西藏成为很多摄影爱好者喜爱的拍摄地。

## 1903年以前

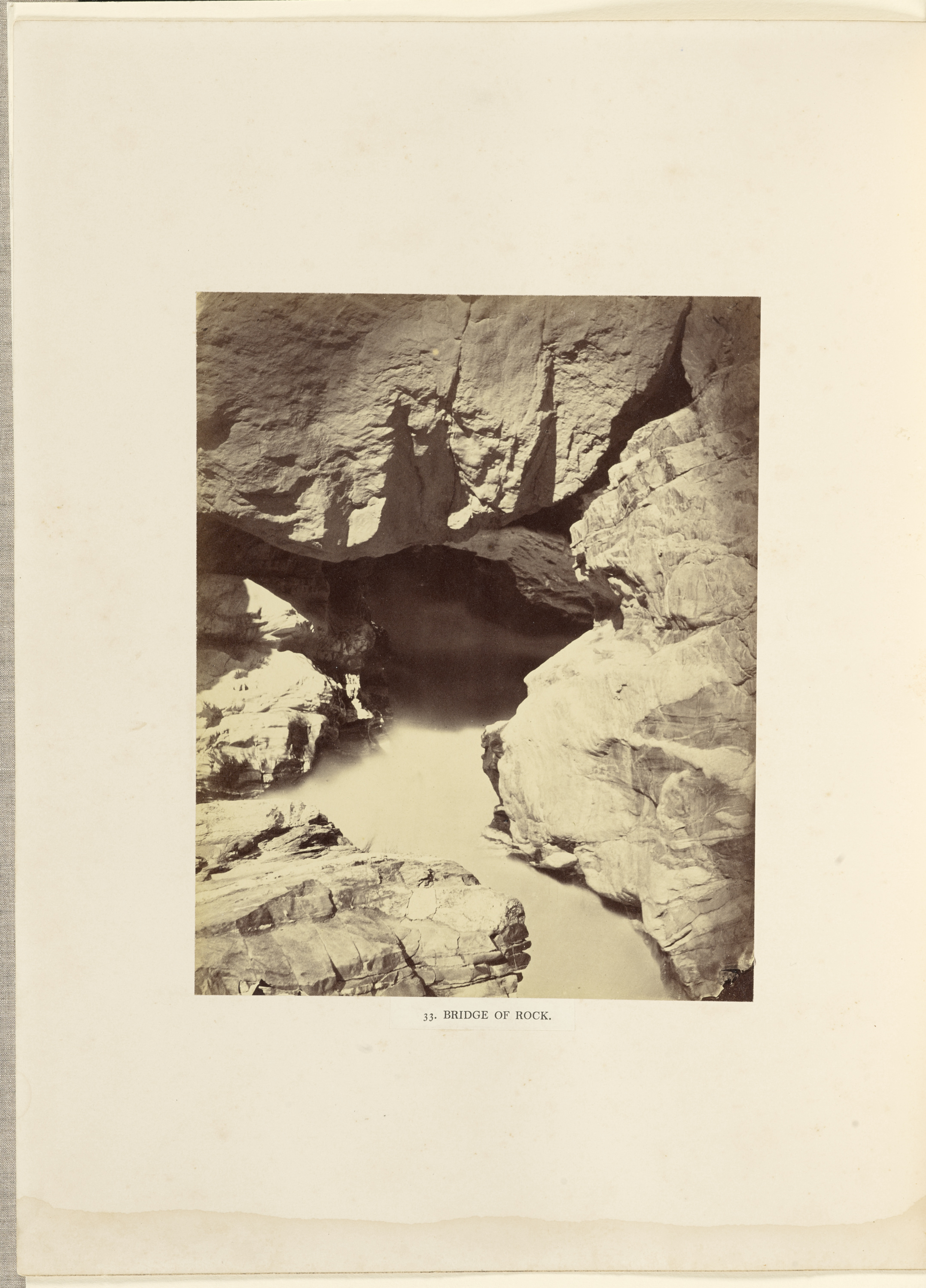
1863年8月19日在西藏阿里地區拍攝的照片。

實用攝影的歷史從1839年開始，當年路易·達蓋爾公佈了銀版攝影法，但是此技術有無法複印照片、曝光時間長達半小時等缺點。19世紀下半時期，攝影在世界各地逐漸普及，但是西藏當時與世隔絕，外界對其所知不多。此時期的西藏攝影主要有兩個動機，一個是紀錄當時在世界地圖上的空白地區，一個是當地居民的神秘宗教儀式。此時期的攝影因此有三個主題：藏族、藏傳佛教的儀式，以及喜馬拉雅山脈地區的風景。
1850年代火棉膠攝影法發明後解決了達蓋爾銀版攝影法的缺點，逐漸取而代之，這是最早在西藏應用的攝影技術。1863年8月19日英國軍人菲利普·亨利·艾格頓（Philip Henry Egerton）從英屬印度跨過國境數英里，進入西藏阿里地區拍攝了照片，但是他被當局發現後驅逐。這是歷史上第一張在西藏拍攝的照片。現存的該照片是用蛋白印相術從負片印在相紙上。但是这张照片並不出名，西方曾长期将奧爾良的亨利王子與邦瓦洛特於1889-1890年拍攝的照片误当做最早在西藏拍攝的照片。
薩拉特·錢德拉·達斯為了替英國蒐集情報，1879年獲得扎什倫布寺攝政第四世生欽活佛的邀請前往西藏，1881年再次入藏，在拉薩見到了第十三世達賴喇嘛。他於1902年出版的《Journey to Lhasa and Central Tibet》（《拉薩和衛藏之旅》）中的照片包括人物、藏傳佛教、風景以及天葬。皮特·里弗斯博物館亞洲館館長克萊爾·哈里斯教授將其與倫敦皇家地理學會的照片對比，認為由於達斯匆促離開西藏，難以攜帶玻璃版底片，書中照片可能是編輯柔克義（藏學家，後任美國駐大清公使）從檔案中找到在西藏之外拍的照片。書中唯一確定在西藏拍的照片是布達拉宮，由尼泊爾駐北京使團成員拍攝。
在所有的西方新技術中，從十九世紀傳入西藏的攝影可能是最早傳入的，而且從一開始就非常受歡迎。1879年第四世生欽活佛請薩拉特·錢德拉·達斯看他收藏的幾百張立體投影照片是哪個國家（法國），並評論幻燈片投影機可以多人觀看，優於立體投影，希望達斯幫他製作幻燈片供班禪喇嘛觀賞。達斯還將攝影手冊翻成藏文供他閱讀。據說達斯還教他火棉膠攝影法。
奧爾良的亨利王子與邦瓦洛特於1889-1890年穿過青藏高原，他在藏北高原和西藏東部拍攝的照片常被認為是歐洲人最早在西藏拍攝的照片。這些照片於1891年出版的《Across Thibet》中以插圖形式出現。這是首次在純粹藏族的地區對藏人的攝影紀錄。
瑞典探險家斯文·赫定於1893年起三度前往西藏，在其西部與北部拍攝了大量的照片，但他在1900年與1901年兩次企圖前往拉薩都被拒，最早拍攝拉薩的歐洲人是兩個俄國人崔比科夫與奥夫舍·诺尔祖诺夫。
布里亞特人崔比科夫與奥夫舍·诺尔祖诺夫於1900年到達拉薩，他們拍攝了布達拉宮、桑耶寺、扎什倫布寺等的照片，分別於1903年與1901年發表。他們為俄羅斯帝國地理學會寫的報告中五十張照片現由美國地理學協會圖書館收藏。这是西方人最早在拉薩拍攝的照片。美國《國家地理雜誌》於1905年1月精選了其中一些照片出版，結果十分成功，使得該雜誌此後以出版照片為主。

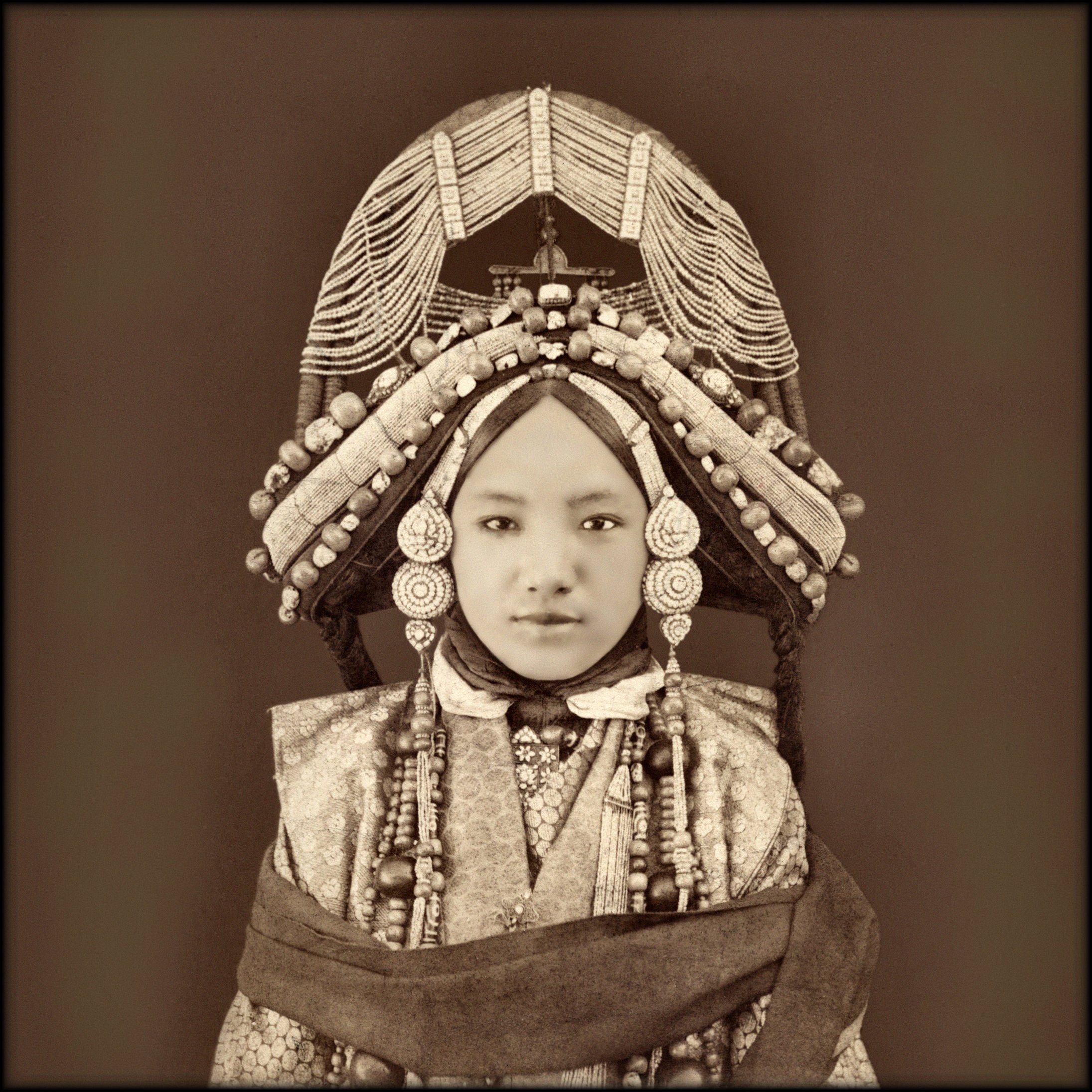
西藏重孜代本帕拉夫人像。[26]1879年攝。收入薩拉特·錢德拉·達斯書中。現藏倫敦皇家地理學會。
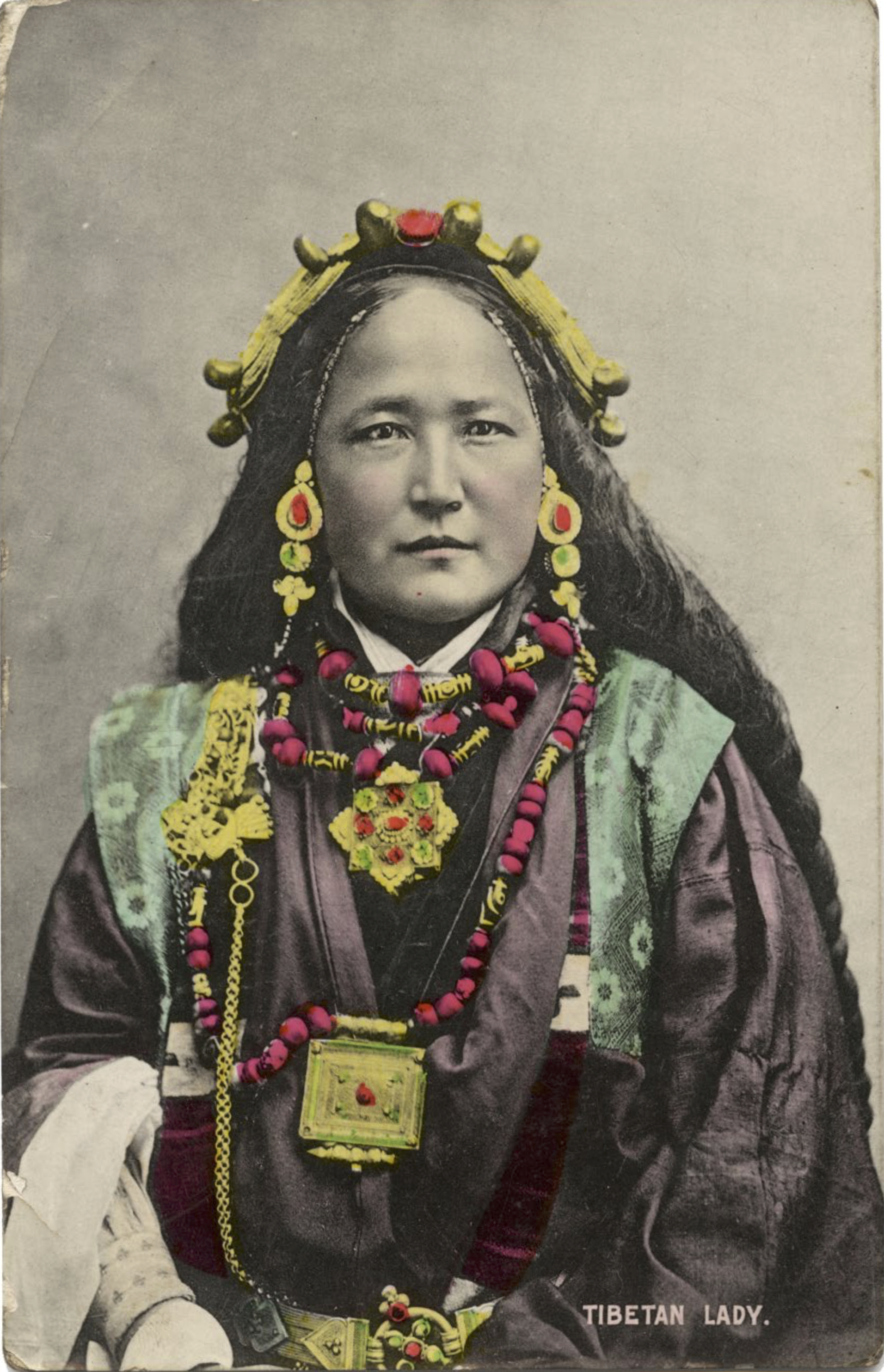
阿尼確吉是大吉嶺最富有的女性企業家之一。她的人像照由手工上色（英语：Hand-colouring of photographs）做成明信片賣給遊客。攝於19世紀90年代。
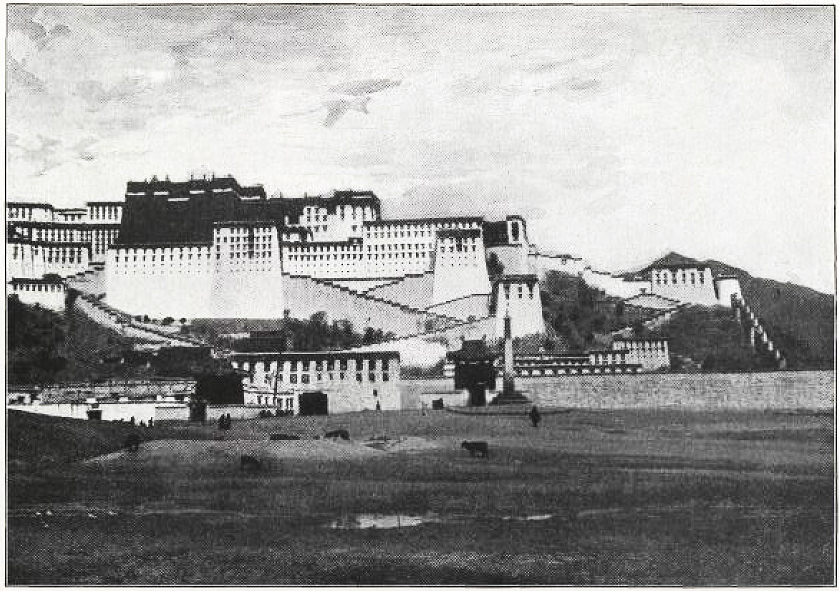
布達拉宮。崔比科夫攝於1900年。

## 1903-1950年

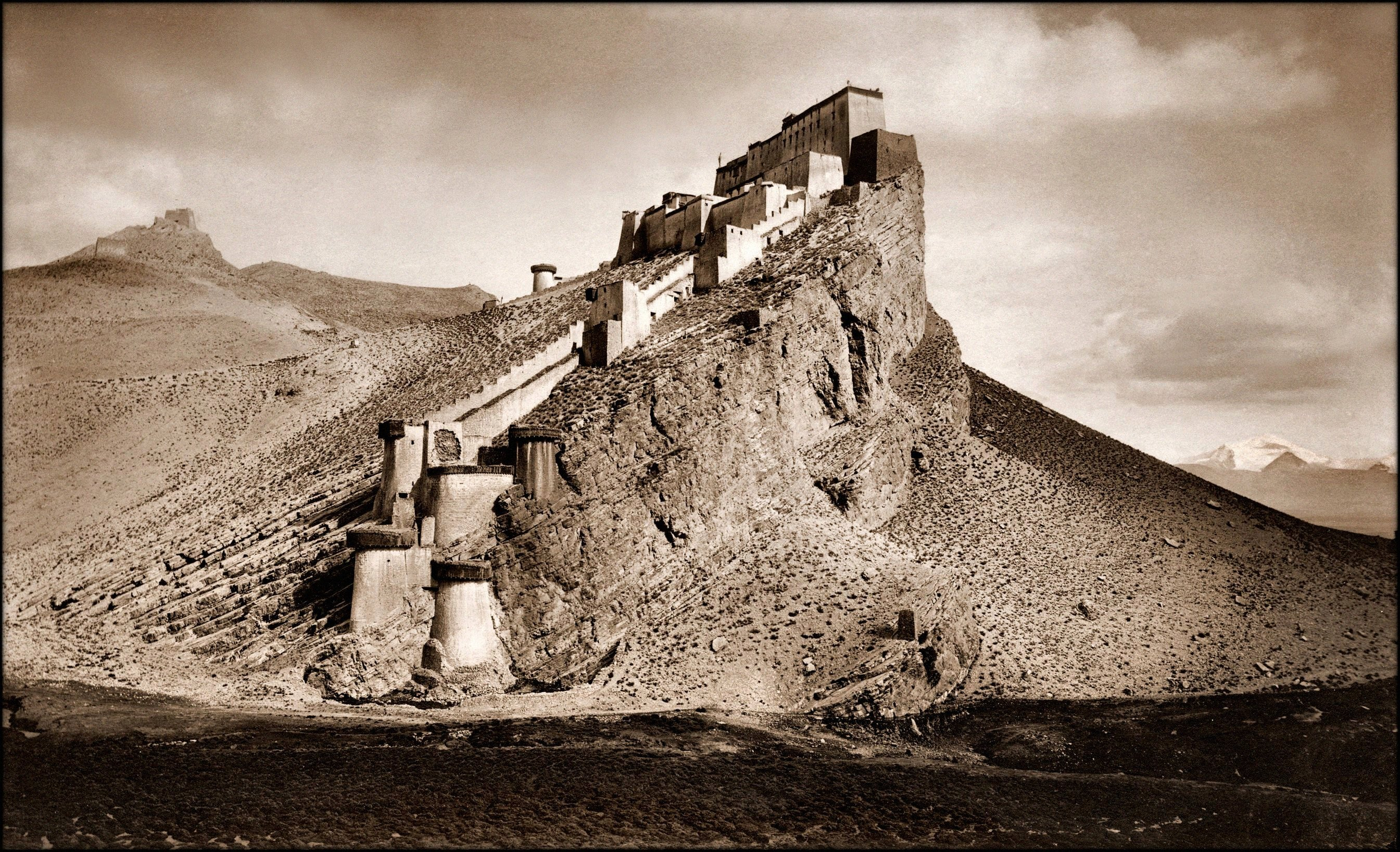
1904年的崗巴宗。懷特攝。

1903-1904年的木龍年戰爭使英國人大量進入西藏，西藏攝影作品的數量大為增加。當時業餘攝影師開始使用柯達公司的小型手持照相機，因此許多參戰的英軍能帶相機在西藏拍照。雖然隨軍記者在發新聞稿時也用普通士兵拍的照片，但是軍官拍的照片在數量與品質上更有影響力。英方高層對於此役出版了五本著作，其中《泰晤士報》隨軍記者佩爾斯瓦·蘭登的書《The Opening of Tibet》（西藏的開放）首先出版，《業餘攝影家》雜誌編輯稱讚它刻意以照片敘事；勞倫斯·瓦德爾的書《Lhasa and Its Mysteries》（拉薩及其謎團）強調高品質的彩色照片；首任英國駐錫金政務官約翰·克勞德·懷特是榮赫鵬使團的官方攝影師，其《Tibet and Lhasa》（西藏與拉薩）中西藏照片的特色是重風景而輕人物，呈現出一個不食人間煙火的西藏風情。珠穆朗玛峰也首次被威廉·海曼上尉拍攝。
滿洲正白旗人全绍清于1906年随清廷駐藏大臣入藏任医官。1906-1907年间，他拍摄了许多照片。1912年清帝溥儀退位，成立民國，《國家地理雜誌》10月號是中國專輯，发表了全绍清拍摄的60幅拉萨照片。他是第一個在外國發表西藏照片的中國人。
木龍年戰爭也導致西藏對西方開放，更多藏人接觸到攝影器材與知識。到了1910年代，攝影已經進入了藏人的生活。第九世班禪喇嘛於1905年時拍攝的照片至今仍在。在第四世生欽因協助達斯被處決後，攝影在什倫布寺發展的情形不明，不過當瑞典探險家斯文·赫定於1907年訪問扎什倫布寺時，他遇到了一位僧人替他照像留念，並在寺中自己的暗房裡沖洗底片。這位僧人是在1906年與第九世班禪喇嘛一起到印度時學會攝影。第十三世達賴喇嘛於1904年出走到蒙古時，帶著他的柯達布朗尼相機。他於1912年時親手拍攝沖洗的照片至今仍在。御前大臣博迪蘇奉命勸達賴喇嘛回藏，護送的清軍馬隊軍官李廷玉於1906年曾替他拍照，但是此照片並沒有傳世。十三世达赖喇嘛1910年因川军入藏而被迫逃离西藏赴英属印度，駐錫金政務官查爾斯·阿爾弗雷德·貝爾因此迅速同达赖喇嘛相熟，拍攝了達賴喇嘛第一張傳世的相片。貝爾也於1921年拍攝了達賴喇嘛在夏宮羅布林卡的第一張照片。台克滿1918年調解康藏邊界糾紛時遇到的一位藏軍代本是柯達相機迷，替他們照相，代本當天晚上將底片沖洗出來，結果非常好。
1912年9月8日，被日本京都西本愿寺选派到西藏留学的日本藏学家青木文教由印度入境前往拉萨，他在西藏生活了近5年，于1916年离藏。青木文教在进藏途沿途以及在拉萨生活的三年中，用自己携带的相机拍摄了大量西藏风光、民俗、宗教、人物等纪实照片。1920年，青木文教将其在西藏的经历整理为《西藏游记》出版，选用的151幅照片中仅个别源自受赠。1927年，日本“亚细亚写真大观社”出版《亚细亚大观》中还收录有青木文教进藏途中拍摄的60张照片。
擦绒家族成員是早期藏人攝影愛好者。擦絨·旺秋傑布於1907年從加爾各答買回相機，他於1910年拍攝了剛出生的女兒仁欽卓瑪與妻子的照片。仁欽卓瑪還曾把自己的照片送給自己曾就讀的寄宿學校校長留念。擦絨·達桑占堆於1910年將第十三世達賴喇嘛相片裝在紅漆相框中送給查尔斯·阿尔弗雷德·贝尔。巴茲爾·古德於1936年請藏族藝術家繪製了以布達拉宮為主題的耶誕卡分寄西藏與英國，收到耶誕卡的達桑占堆於次年藏曆新年寄給古德賀年卡，卡片正面貼了達桑占堆所攝的（包含布達拉宮）紅山全景，如此將攝影用於社交活動具有跨文化的創意。
第十世德木活佛德木·丹增嘉措是最早廣為人知的藏族攝影家，1925年开始摄影，拍摄了西藏大量的僧俗人物、社会风情、传统文化、宗教活动等照片。他在文革時以反革命罪名被鬥的照片顯示他脖子上掛著萊卡相機，作為他的罪證。死後他的照片由其子德木·旺久多吉整理成書，由中國藏學出版社出版。
美籍奧地利探險家約瑟夫·洛克從1920年代起在康區等地考察，他在康區拍攝的彩色照片部份於1931年發表在《國家地理雜誌》上，內容包括纳西人、藏族舞蹈的閻羅王等。這些文章可能是詹姆斯·希爾頓的小說《消失的地平線》中香格里拉的原型。
1924年6月喬治·馬洛里與安德魯·歐文在嘗試登頂珠穆朗瑪峰途中喪生，兩人是否曾經登頂成為登山歷史上著名的「馬歐之謎」。他們攜帶的柯達背心口袋照相機至今未被發現，如果照相機被發現，現有的技術可以將膠捲沖洗出來，有可能揭開「馬歐之謎」。
法國女探險家亞歷山大·大衛·尼爾因為是潛入西藏，不便攜帶相機，她的著作《我的拉薩之旅》中1924年四張在拉薩的照片是由藏族攝影師拍攝，她也成為第一位在布達拉宮前留影的西方女性。拉薩最早的專業攝影師可能是一位來自拉達克的穆斯林，名叫伊斯梅爾拉（Ishmael-la）。他1924年拍攝了一個男嬰的照片。他會到顧客家裡拍照，相機是用那種用一塊黑布蓋在上面的老式木製相機。他不一定成立了工作室，但是一定有暗房來沖洗照片。後來，內瓦爾族攝影師巴頗那地（Bhalpo Nadi）在拉薩市中心開設了一家工作室，顧客可以在有風景的背景前擺姿勢拍照。內瓦爾族攝影師不只一位，如達賴喇嘛在1933年11月就要拉薩的一位內瓦爾族攝影師替他拍照。次登扎西是錫金最早的攝影師，他除了在拉薩開業，還在噶倫堡與甘托克成立了錫金最早的攝影工作室。他在《西藏鏡報》上1939年登的廣告包括蔡司Ikon相機、底片等。他也是錫金卻嘉與不丹國王的御用攝影師。南嘉藏學研究所曾展出其1940-1950年代的錫金照片。紐華克博物館收藏了他照的150張貴族活動的照片。
義大利的藏學家朱塞佩·圖齊於1928年至1948年間8度入藏探險，到過阿里、衛、藏和西藏中南部，他的團隊拍攝的上萬張照片與底片中包括許多珍貴的佛教建築、經卷、壁畫、唐卡、雕像，這些作品現藏於意大利羅馬國立東方藝術博物館等地。2018年，「未知的西藏——圖齊探險之旅及唐卡藝術」在紐約的亞洲協會博物館展出。
莊學本從1934年至1942年間數次試圖进入衛藏拍摄都失敗，但此期間他在四川、云南、甘肃及青海藏族聚居地区拍摄了万余张照片，其中藏族的影像是西藏摄影史中的重要组成部分。南京博物院於2010年5月展出庄学本、蓝志贵的藏族摄影精品。
西奥斯·伯纳德于1937年6月下旬从印度抵达拉萨，一直住到9月15日。在此期間，他用了兩萬呎电影底片與上萬張照片來拍攝拉薩各大寺廟的活動，現由加大圖書館與加大菲比·赫斯特人類學博物館收藏。
1938年12月德国恩斯特·舍费尔西藏探险队獲噶廈准許進入西藏。他們拍攝了2萬多張黑白照片，包括土地，人物，動植物等，其中約1萬7千張底片現由德國聯邦檔案館收藏，2000張照片已經上網，此外還拍了約2000張彩色照片。他們拍攝了約40,000呎的黑白影片，以及大約4,000呎的彩色影片。
1942年，美國戰略情報局特工伊利亞·托爾斯泰上校與布魯克·多蘭二世上尉作為羅斯福總統特使到西藏，拍攝了兩千多張照片。
1947年至1948年，德國安納加利卡‧戈文達喇嘛與印度莉‧戈塔米夫婦在《印度圖畫週報》贊助下到阿里地區攝影。他們拍攝过的古格王國遺址與托林寺等古蹟在文革時被破坏，照片成為反映古蹟原貌的重要资料。莉‧戈塔米拍攝的200多張黑白照片收錄在《Tibet in Pictures》中。

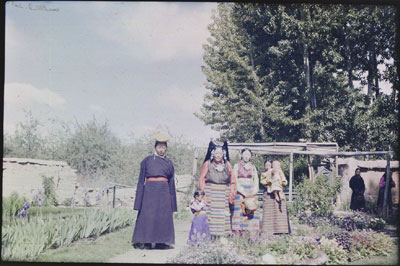
（1936-1950年）拉鲁家族在德吉林卡花園中。黎吉生攝。

《西藏相簿》（Tibet Album）是皮特·里弗斯博物館、牛津大學和大英博物館的合作項目，收藏了1920-1950年間英國公務員在衛藏拍的超過6,000張照片，攝影師包括查爾斯·阿爾弗雷德·貝爾、亞瑟·約翰·霍普金森（英語：Arthur John Hopkinson）、伊雲·納皮恩、黎吉生、斯潘塞·查普曼、哈利·斯丹頓（英語：Harry Staunton）、貝爾的錫金籍副官饒登·雷布查（英語：Rabden Lepcha）。其中黎吉生拍攝的照片最多。黎吉生拍攝擦絨·達桑占堆女儿的彩色照片曾在中國網站上流傳。

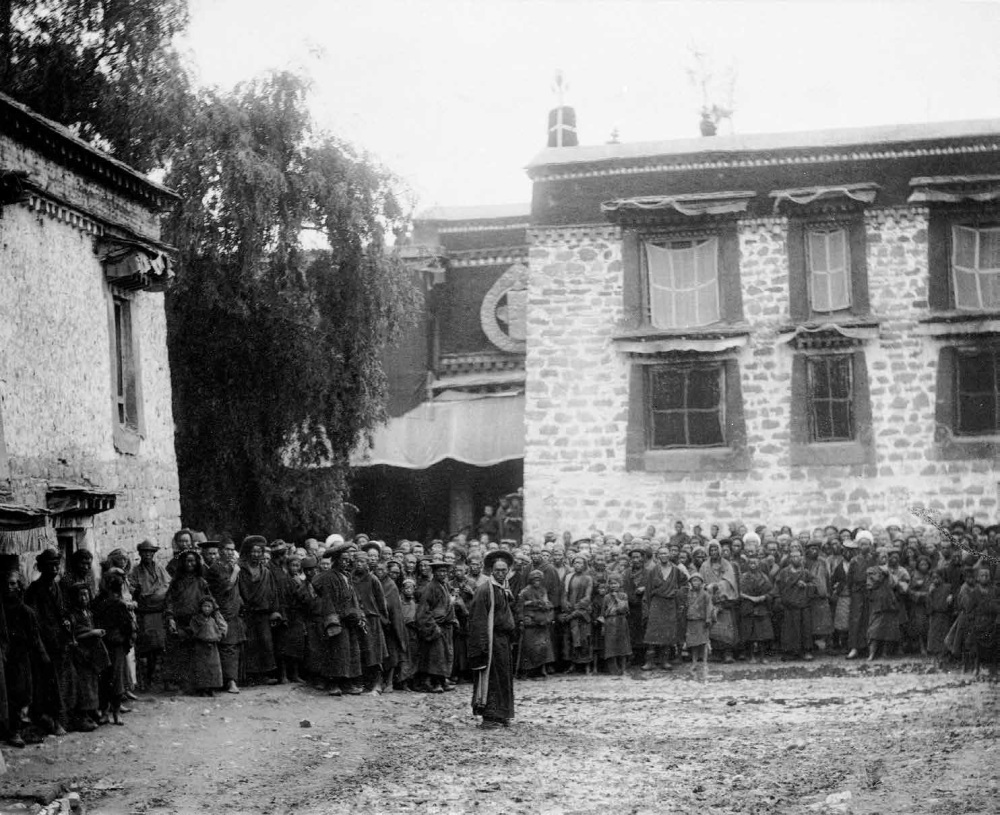
1904年的大昭寺。懷特攝。
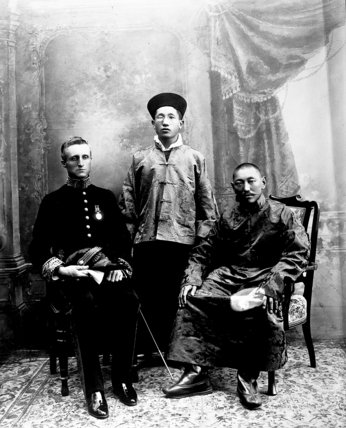
1910年，十三世达赖喇嘛（右）、贝尔（左）、锡金却嘉锡东祖古南嘉在英属印度加尔各答合影。
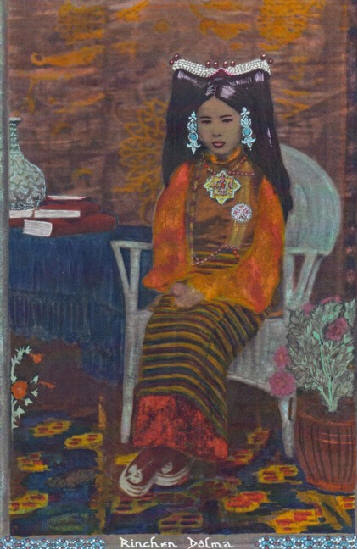
仁欽卓瑪送給寄宿學校校長的照片。1921年攝。手工上色。
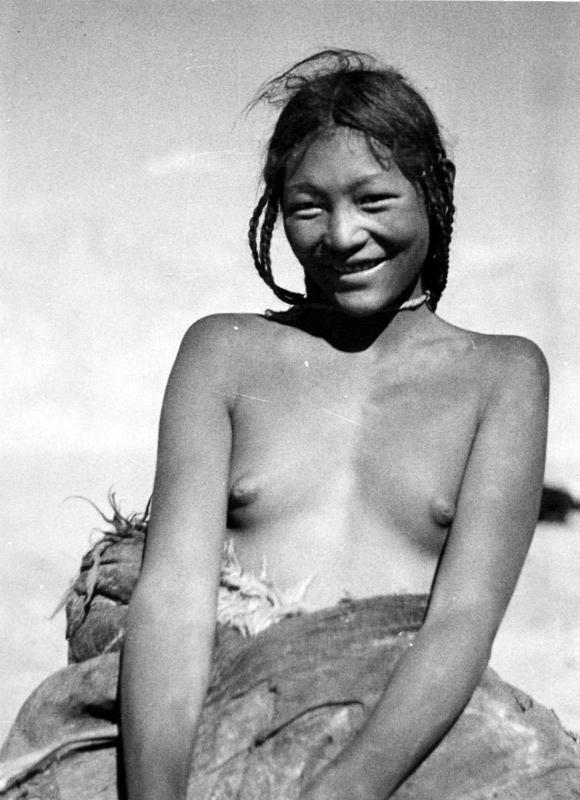
果洛人（英语：Golok people）女孩。恩斯特·舍费尔攝

## 1950年之後

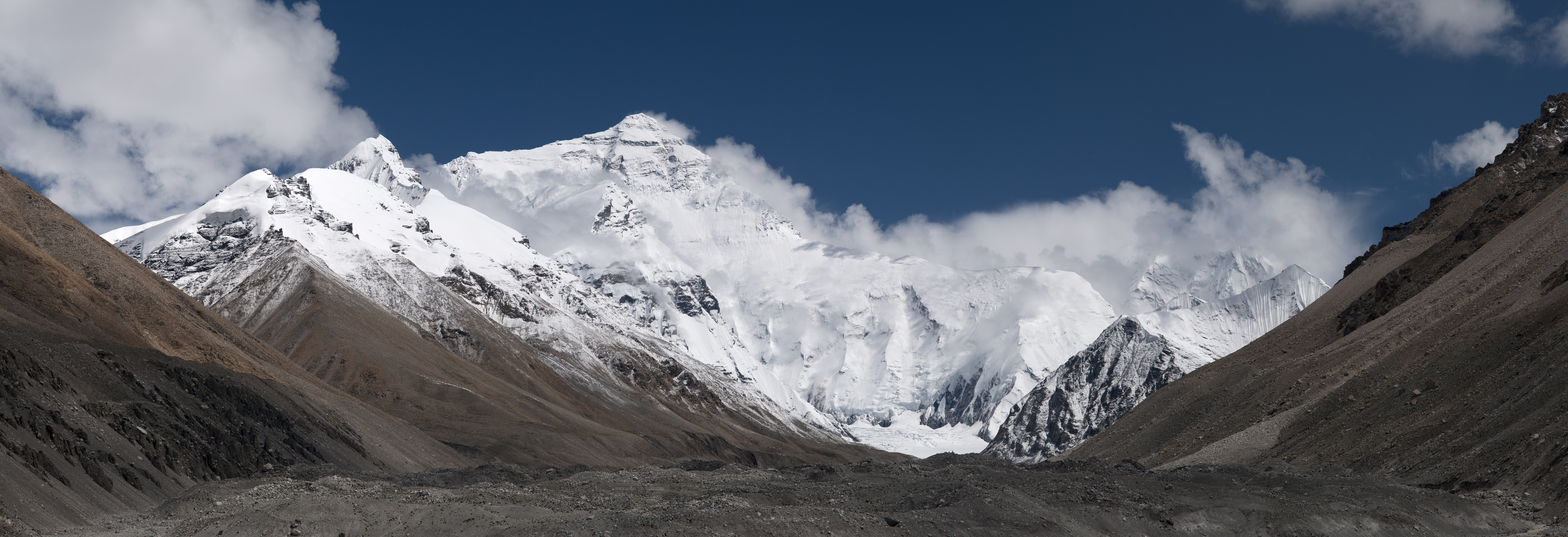
2011年從西藏拍攝的珠穆朗瑪峰北側

解放军进入西藏後，一些随军摄影师开始进入西藏拍摄。在此期间，中央新影拍摄了第一部反映西藏的长纪录片《解放西藏大军行》。对于摄影内容的分类上，中國官方媒體利用攝影描繪西藏的過去和現在，用以宣传其意識形態。中央新影等制片厂拍摄许多以「农奴制度的消亡」和「新西藏的诞生」为主题的作品。这些作品經常將「舊西藏」與「新西藏」作鮮明對照，“舊西藏”被稱為“人間地獄”，“充滿了壓迫、落後和黑暗”，“新西藏”被描繪成一個“解放”、“民主”和“開放”的地方，獲得了“社會主義改造利益”，以“宣传、维护祖国的统一和民族的团结”。
蓝志贵於1952年作为中国人民解放军第18军的随军摄影记者軍入藏，領到全新的135mm長焦萊卡相機和120張祿萊福萊克斯相機，纪录了解放军进军西藏、建设康藏公路、鎮壓反抗、土地改革、西藏自治区成立等历史事件。代表作《拉萨节日的欢乐》是中国现代摄影史上第一个国际金奖作品。
解放军第18军军官程宽德（藏名泽仁多吉）是一名業餘的攝影師，他是一名汉藏混血儿（母亲是康区藏人），1950年代中期用兩年的工资購置一台120張蔡司伊康相機，拍摄有大量西藏的黑白照片。2006年，其女唯色將父亲泽仁多吉于西藏文革期间所拍摄的近三百张照片整理入《杀劫》在台湾出版，这批照片主要拍摄于1966至1970年。
文化大革命之后，由于藏区大量汉族干部被内调，造成当地缺少包括摄影师在内的专业人才，使得不少对西藏风土人情有浓厚兴趣的摄影记者进藏拍摄。车刚在此期间以《西藏日报》记者的名义进入西藏，随后便留在西藏直至退休，留下了《天路》等作品。
作家陈琳整理西藏黑白老照片五千余张，2013年起編成《老照片·新西藏》系列相继出版五辑，将千余张西藏黑白老照片，编著成西藏「解放」、建设的若干个故事。
1991年8月1日，西藏自治区摄影家协会在拉萨市注册成立。
荷兰摄影师瑪莉‧坦‧沃爾德（Marieke ten Wolde）用镜头记录了西藏在二十一世紀经历的巨变，於2013年整理成書出版。
2021年8月25日，中共西藏自治区委员会宣传部和中国图片社主办的《西藏·70——庆祝西藏和平解放70周年影像展》在拉萨布达拉宫脚下的宗角禄康公园开幕，该影像展编选了时间跨度达70年的200幅摄影作品，用以展现西藏70年来的社会发展、建设成就和人民生活。

## 註解
1. ↑  Harris（2016年），第11页
2. ↑  . UM Libraries. 1882: 3  [2018-11-06]. UOM:39015021304913. （原始内容存档于2019-02-01）.
3. ↑  . Encyclopedia Britannica.   [2019-02-01]. （原始内容存档于2018-11-06）.
4. ↑  Harris（2016年），第15页
5. ↑  Harris（2016年），第25页
6. ↑  Harris（2016年），第16页
7. ↑  Harris（2012年），第280页，註33
8. ↑  Das（1902年），第vi-vii页
9. ↑  A. D. Moddie. . The Himalayan Journal. 2005年, 61  [2018-11-01]. （原始内容存档于2018-11-07）.
10. ↑  Das（1902年），第19页
11. ↑  Harris（2012年），第98页
12. ↑  Das（1902年），第166页
13. 1 2 3 4 5  Jamyang Norbu. .   [2018-11-01]. （原始内容存档于2016-03-03）.
14. ↑  Harris（2012年），第97页
15. ↑  Harris（2012年），第280-281页，註33
16. ↑  Gabriel Bonvalot. . Cassell. 1891年.
17. ↑  Bonvalot, Gabriel. . Paris: Hachette. 1892年10月22日  [2022年10月22日]. （原始内容存档于2022年10月23日） –Google Books （法语）.
18. ↑  Harris（2016年），第54页
19. ↑  Harris（2016年），第55-56页
20. ↑  Joseph Deniker. . La Géographie bulletin de la Société de géographie (Masson et cie.). 1901年10月, 4: 242–247  [2018-11-01]. （原始内容存档于2019-02-01） （法语）.
21. ↑  G. Ts. Tsybikoff. . . Government Printing Office. 1903年: 727–746  [2018-11-01]. （原始内容存档于2021-02-18）.
22. ↑  . Nature. 1903-12-03, 69: 107  [2018-11-01]. doi:10.1038/069107a0. （原始内容存档于2019-02-01）.
23. ↑  . 威斯康辛大學密爾瓦基分校.
24. ↑  Mary Hogarth. . A&C Black. 2013-12-19: 135  [2018-11-01]. ISBN 978-1-4411-6190-1. （原始内容存档于2019-02-01）.
25. ↑  Anya Bernstein. . University of Chicago Press. 2013-11-27: 49  [2018-11-01]. ISBN 978-0-226-07269-2. （原始内容存档于2019-02-01）.
26. ↑  她是帕拉·扎西達吉與兄弟帕拉鼐的共妻。達斯所說的重孜代本是兄弟中哪一個不明。依任代本的年份推算（帕拉·扎西達吉1876年任代本，帕拉鼐1881年後任代本，晚於拍照年份），可能指帕拉·扎西達吉。但兩人中只有帕拉鼐因幫助達斯被流放，因此也可能指帕拉鼐。
27. 1 2  Simeon Koole. . Comparative Studies in Society and History. April 2017, 59 (2): 310–345.
28. ↑  Harris（2012年），第103-104页
29. ↑  Harris（2012年），第106,108-109页
30. ↑  . 《每日郵報》. 2013-08-02  [2019-02-01]. （原始内容存档于2018-07-01）.
31. ↑  朱建平. . 《中华医史杂志》. 2000年, (第4期): 第205–207页.
32. ↑  . 華西都市報. 2017-09-18. 此文說全绍清文章標題是《香格里拉——失落的地平線》有誤。據雜誌目錄與摘錄，標題是The Most Extraordinary City in the World: Notes on Lhasa--The Mecca of the Buddhist Faith
33. ↑  . 中國評論通訊社. 2009-11-06  [2019-02-01]. （原始内容存档于2018-11-07）.
34. 1 2 3  Jamyang Norbu. .   [2019-02-01]. （原始内容存档于2018-11-08）.
35. 1 2  . The Office of His Holiness the Dalai Lama. 2016-09-16  [2018-11-01]. （原始内容存档于2018-11-07）.
36. ↑  Lawrence W Reed. . Intercollegiate Studies Institute. 2016-09-27: 138  [2018-11-01]. ISBN 978-1-5040-4219-2. （原始内容存档于2019-05-08）.
37. ↑  Chuluun & Bulag（2013年），第23–24页
38. ↑  劉學銚（2013年），第38页
39. ↑  Bell（1946年）
40. ↑  Harris（2016年），第76页
41. ↑  . 皮特·里弗斯博物館.   [2018-11-01]. （原始内容存档于2017-09-16）.（英文）
42. ↑  Eric Teichman. . . 1922年: 121頁  [2018-11-01]. （原始内容存档于2016-04-09）.
43. ↑  秦永章. . 中国西藏网. 2019-02-14. （原始内容存档于2022-10-23）.
44. ↑  青木文教. . 内外出版. 1920年 [大正9年]  [2024-09-05]. （原始内容存档于2023-01-01） –國立國會圖書館 （日语）.
45. ↑  青木文教. . 商務印書館. 1931年.
46. ↑  《亜細亜大観·第三輯·西藏第ㄧ～三回》第154頁起；第ㄧ～三回照片列表。《亜細亜大観·第四輯·西藏第四～六回》；第四～六回照片列表
47. ↑  Taring（1986年），第32页
48. ↑  . 利物浦世界博物館.   [2018-11-01]. （原始内容存档于2018-11-04）.
49. ↑  Harris & Shakya（2003年），第61-70页
50. ↑  .   [2018-11-01]. （原始内容存档于2018-03-13）.
51. ↑  .   [2018-11-01]. （原始内容存档于2018-11-05）.
52. ↑  德木·旺久多吉（2005年）
53. ↑  Coburn Dukehart. . 全國公共廣播電台. 2013-10-01  [2018-11-01]. （原始内容存档于2018-11-01） （英语）.
54. ↑  . Period Paper.   [2018-11-01]. （原始内容存档于2018-07-24） （英语）.
55. ↑  . josephrock.net.   [2018-11-01]. （原始内容存档于2018-11-07）.
56. ↑  "Could This Be the Way to Shangri-La?" （页面存档备份，存于） by Timothy Carroll (29 July 2002). Electronic Telegraph. London.
57. ↑  Brahm（2017年），第256页
58. ↑  . 2010-01-26  [2018-11-01]. （原始内容存档于2018-01-07）.
59. ↑  .   [2018-11-01]. （原始内容存档于2016-10-18）.
60. ↑  
Braham Norwick. . The Tibet Journal (Library of Tibetan Works and Archives): 72頁. JSTOR 43299825.
61. ↑  . Encyclopedia of World Biography.   [2018-11-01]. （原始内容存档于2018-12-05）.
62. ↑  
David-neel, Alexandra. . London: William Heinemann. 1927年: 261頁  [2018-11-01]. （原始内容存档于2019-02-01）.
63. ↑  . Telegraph India. 2012-08-25  [2018-11-02]. （原始内容存档于2018-11-07）.
64. ↑  . 高峰净土.   [2019-02-01]. （原始内容存档于2018-11-26）.
65. ↑  兩次廣告見 [《西藏鏡報》第10卷第10期第8頁]. 哥倫比亞大學東亞圖書館. 1939年7月.及《西藏鏡報》第10卷第11期第8頁 （页面存档备份，存于）
66. ↑  . 紐華克博物館.   [2018-11-01]. （原始内容存档于2018-11-07）.
67. ↑  . 南嘉藏學研究所.   [2018-11-02]. （原始内容存档于2018-11-07）.
68. ↑  Nalesini, Oscar. . Orientations: 1–2.  [Jan-Feb 2014]  [2019-02-01]. （原始内容存档于2018-11-13）.
69. ↑  .   [2019-02-01]. （原始内容存档于2018-11-14）.
70. ↑  .   [2019-02-01]. （原始内容存档于2018-11-14）.
71. ↑  . Asia Society.   [2019-02-01]. （原始内容存档于2018-11-14）.
72. ↑  .   [2019-02-01]. （原始内容存档于2018-11-14）.
73. ↑  . 中国国家地理网. 2014年6月27日  [2018-11-01]. （原始内容存档于2018-11-07）.
74. ↑  . 《西藏人文地理》. 2009年9月.
75. ↑  .   [2018-11-01]. （原始内容存档于2018-11-07）.
76. ↑  . 南京博物院. 2010年  [2018-11-01]. （原始内容存档于2019-05-08）.
77. ↑  周新. . 中国西藏网.   [2018-11-01]. （原始内容存档于2019-05-09）.
78. ↑  Namiko Kunimoto. . Trans Asia Photography Review. Fall 2011, 2 (1).
79. ↑  . 菲比·赫斯特人類學博物館.
80. ↑  Engelhardt（2007年）
81. ↑  Tung（1996年），第x页
82. ↑  Karen  Swenson. . New York Times. 2000-03-19  [2018-11-01]. （原始内容存档于2018-09-23）.
83. ↑  Lopez Jr.（2018年），第60–61页
84. ↑  Govinda（1979年）
85. ↑  Home page （页面存档备份，存于）. The Tibet Album: British Photography in Central Tibet 1920-1950
86. ↑  Introduction （页面存档备份，存于）. The Tibet Album: British Photography in Central Tibet 1920-1950
87. ↑  Methodological approaches to the collection of Hugh Richardson in the Pitt Rivers Museum （页面存档备份，存于）. The Tibet Album: British Photography in Central Tibet 1920-1950
88. ↑  Tsarong's daughter Tess or Kate （页面存档备份，存于）. The Tibet Album: British Photography in Central Tibet 1920-1950
89. ↑  .   [2018-11-01]. （原始内容存档于2019-02-02）.
90. ↑  Séagh Kehoe. .   [2018-11-01]. （原始内容存档于2018-11-03）.
91. ↑  . 中央新影集团.   [2018-11-05]. （原始内容存档于2013-04-21）.
92. ↑  . 中国美术馆.
93. ↑  . 集美·阿尔勒国际摄影季.   [2018-11-01]. （原始内容存档于2018-11-03）.
94. ↑  . 西藏在线. 2016-06-12  [2018-11-05]. （原始内容存档于2018-11-05）.
95. ↑  唯色. . 自由亞洲電台. 2017-09-15  [2018-11-01]. （原始内容存档于2017-12-21）.
96. ↑  罗四鸰. . 纽约时报中文网. 2016年8月31日  [2018-11-01]. （原始内容存档于2018-07-23）.
97. ↑  . 藏人文化网. 2017-03-28  [2018-11-05]. （原始内容存档于2017-06-13）.
98. ↑  . 新华网. 2017-10-30  [2018-11-01]. （原始内容存档于2018-11-03）.
99. ↑  . 全国社会组织信用信息公示平台. 统一社会信用代码 51540000519156343F
100. ↑  James Estrin. . 纽约时报中文网. 2013年8月6日  [2019-02-01]. （原始内容存档于2018-11-05）.
101. ↑  Wolde（2013年）
102. ↑  . 中国日报中文网. 2021-08-28  [2022-10-22]. （原始内容存档于2022-10-22）.